# Chris Billam-Smith
Chris Billam-Smith (ur. 2 sierpnia 1990 w Epsom) – brytyjski bokser, były zawodowy mistrz świata federacji WBO oraz mistrz Wspólnoty Brytyjskiej w kategorii junior ciężkiej. Były mistrz EBU.

## Kariera amatorska
Regularne treningi boksu rozpoczął w wieku 16 lat. Jako reprezentant klubu Poole ABC dwukrotnie zdobył tytuł wicemistrza Anglii w 2013 w kategorii junior ciężkiej oraz w 2016 w kategorii ciężkiej. Ponadto, w roku 2012 wywalczył brązowy medal, startując w kategorii junior ciężkiej. Karierę amatorską zakończył legitymując się wynikiem 32 zwycięstw i 11 porażek.

## Kariera zawodowa
Zawodowy debiut zaliczył 16 września 2017 roku, zwyciężając w 1. rundzie przez techniczny nokaut Russa Henshawa.
20 lipca 2019, legitymując się bilansem walk 9:0 (8 KO), zmierzył się w londyńskiej 02 Arenie, z innym niepokonanym zawodnikiem – Richardem Riakporhe’em (9:0, 8KO). Stawką pojedynku toczonego na dystansie 10 rund, był interkontynentalny pas federacji WBA kategorii junior ciężkiej. Smith poniósł swoją pierwszą zawodową porażkę, przegrywając na punkty niejednogłośną decyzją (96-93, 92-97, 94-95).
W pojedynku stoczonym 23 listopada 2019 zdobył tytuł mistrza Wspólnoty Brytyjskiej w kategorii junior ciężkiej, pokonując przez TKO w 5 rundzie Craiga Glovera. Przeciwnik Smitha był trzykrotnie liczony przez sędziego (raz w 4. oraz dwukrotnie w 5. rundzie).
W pierwszej obronie tytułu zmierzył się 7 sierpnia 2020 z Nathanem Thorleyem. Billam-Smith rozpoczął pojedynek agresywnie, zmuszając przeciwnika już w 1. rundzie do przyklęknięcia na jedno kolano. W 2. rundzie Thorley był liczony po raz kolejny, jednak kontynuował pojedynek, szukając swojej szansy na odwrócenie przebiegu walki. W trakcie trzeciego liczenia, Thorleyowi udało się wstać, jednak sędzia nie dopuścił go do kontynuowania pojedynku. Billam-Smith zachował tytuł zapisując zwycięstwo przez TKO w 2. rundzie.
W międzyczasie, do listy swoich osiągnięć dopisał regionalny pas WBA Continental w kategorii junior ciężkiej, zwyciężając jednogłośnie na punkty, na dystansie 10 rund, Czecha Vasila Ducara.
31 lipca 2021 roku przystąpił do kolejnej obrony tytułu mistrza Wspólnoty Brytyjskiej. Tym razem w stawce pojedynku znalazł się również pas mistrza Europy federacji EBU kategorii junior ciężkiej, będący w posiadaniu Irlandczyka Tommy'ego McCarthy'ego. Billam-Smith zwyciężył, jednak sędziowie nie byli jednomyślni, punktując 116-112 i 115-114 na jego korzyść oraz 115-114 na korzyść Irlandczyka.
Tytuł mistrzowski EBU obronił 13 listopada 2021, pokonując jednogłośnie na punkty (120-109 oraz dwukrotnie 119-109) reprezentanta Francji Dylana Bregeona.
Billam-Smith stoczył rewanżowy pojedynek z Tommym McCarthym 16 kwietnia 2022 roku. Zwyciężył przez TKO w 8 rundzie, nokautując przeciwnika prawym sierpowym i obronił tytuł mistrzowski EBU oraz Wspólnoty Brytyjskiej. W lipcu 2022 Billam-Smith zachował zdobyte tytuły pokonując na punkty Isaaca Chamberlaina. Wszyscy trzej sędziowie punktowali pojedynek 117-111.
We wrześniu 2022 roku zrzekł się tytułu mistrzowskiego EBU.

### Mistrz WBO wagi junior ciężkiej
27 maja 2023 roku na Vitality Stadium w Bournemouth zdobył pas mistrza świata federacji WBO, wygrywając dwa do remisu na punkty pojedynek z Lawrence’em Okoliem (18-1, 12 KO). W trakcie pojedynku Okolie był trzykrotnie liczony i dwa razy sędzia ringowy odbierał mu punkt za uporczywe klinczowanie.
10 grudnia 2023 roku w Bournemouth odbył pierwszą obronę tytułu WBO w wadze junior ciężkiej przeciwko Mateuszowi Masternakowi. Zwyciężył przez RTD na początku ósmej rundy, kiedy to narożnik Masternaka poddał walkę z powodu jego kontuzji żeber.
16 listopada 2024 roku w Rijadzie przegrał jednogłośnie na punkty (113-116, 112-116, 112-116) z Gilberto Ramirezem (46-1, 30 KO) walkę o pasy WBA i WBO w wadze junior ciężkiej.

## Lista walk w zawodowym boksie
| Wynik     | Rekord | Przeciwnik (bilans przed walką) | Rozstrzygnięcie | Runda, czas  | Data        | Miejsce                                       | Uwagi |
| --------- | ------ | ------------------------------- | --------------- | ------------ | ----------- | --------------------------------------------- | ----- |
| Przegrana | 20-2   | Gilberto Ramirez                | UD              | 12           | 16.11.2024  | Rijad, Arabia Saudyjska                       |       |
| Wygrana   | 20-1   | Richard Riakporhe (17-0)        | UD              | 12           | 15.06.2024  | Selhurst Park, Londyn                         |       |
| Wygrana   | 19–1   | Mateusz Masternak               | RTD             | 8 (12), 0:02 | 10.12.2023  | Bournemouth International Centre, Bournemouth |       |
| Wygrana   | 18–1   | Lawrence Okolie                 | MD              | 12           | 27.05.2023  | Dean Court, Bournemouth                       |       |
| Wygrana   | 17–1   | Armend Xhoxhaj                  | KO              | 5 (12), 1:52 | 17.12.2022  | Bournemouth International Centre, Bournemouth |       |
| Wygrana   | 16–1   | Isaac Chamberlain               | UD              | 12           | 30.07.2022  | Bournemouth International Centre, Bournemouth |       |
| Wygrana   | 15–1   | Tommy McCarthy                  | TKO             | 8 (12), 1:28 | 16.04.2022  | Manchester Arena, Manchester                  |       |
| Wygrana   | 14–1   | Dylan Bregeon                   | UD              | 12           | 13.11.2021  | Sheffield Arena, Sheffield                    |       |
| Wygrana   | 13–1   | Tommy McCarthy                  | SD              | 12           | 31.07.2021  | Matchroom Headquarters, Brentwood             |       |
| Wygrana   | 12–1   | Vasil Ducar                     | UD              | 10           | 20.03.2021  | Wembley Arena, Londyn                         |       |
| Wygrana   | 11–1   | Nathan Thorley                  | TKO             | 2 (12), 2:05 | 07.04.2020  | Matchroom Headquarters, Brentwood             |       |
| Wygrana   | 10–1   | Craig Glover                    | TKO             | 5 (12), 1:45 | 23.11. 2019 | Liverpool Arena, Liverpool                    |       |
| Przegrana | 9–1    | Richard Riakporhe               | SD              | 10           | 20.07.2019  | The O2 Arena, Londyn                          |       |
| Wygrana   | 9–0    | Yassine Habachi                 | RTD             | 3 (6), 3:00  | 10.05.2019  | Motorpoint Arena, Nottingham                  |       |
| Wygrana   | 8–0    | Kent Kauppinen                  | TKO             | 6 (6), 0:45  | 15.12.2018  | O2 Academy, Bournemouth                       |       |
| Wygrana   | 7–0    | Robin Dupre                     | RTD             | 5 (10), 3:00 | 13.10.2018  | York Hall, Londyn                             |       |
| Wygrana   | 6–0    | Michal Pleanik                  | PTS             | 8            | 16.06.2018  | O2 Academy, Bournemouth                       |       |
| Wygrana   | 5–0    | Gheorghe Danut                  | RTD             | 5 (6), 3:00  | 09.03.2018  | O2 Academy, Bournemouth                       |       |
| Wygrana   | 4–0    | Laszlo Ivanyi                   | KO              | 1 (4), 2:17  | 02.12.2017  | Leicester Arena, Leicester                    |       |
| Wygrana   | 3–0    | Jan Hrazdira                    | KO              | 2 (4), 0:03  | 11.11.2017  | Royal Highland Centre, Edynburg               |       |
| Wygrana   | 2–0    | Alexandar Todorovic             | TKO             | 1 (4), 2:43  | 14.10.2017  | Wembley Arena, Londyn                         |       |
| Wygrana   | 1–0    | Russ Henshaw                    | TKO             | 1 (4), 2:01  | 16.09.2017  | O2 Academy, Bournemouth                       |       |